# 王义 (宁晋)
王义（1181年—1249年），字宜之，金朝末年真定府宁晋县（今河北省宁晋县）人。
王义有胆智，读书知大义。金朝末年，宁晋县的任命推举他为首领，摄县事，号都统。当时河北兵乱，农耕已废，人相食。王义率众在宁晋县东水塘中的小堡沥城据守，使百姓得活，多次击败金兵。王义率众降于蒙古帝国木华黎，被任命为宁晋令，兼赵州（今河北赵县）以南招抚使。1215年，在赵州大败金将李伯祥，担任赵、冀二州招抚使。1217年在唐阳西九门，巧胜金朝监军纳兰。1218年攻克束鹿、深州，为深州节度使，深、冀、赵三州招抚使。王义守束鹿，大败金将武仙率领的军兵，1220年，攻占冀州，获柴茂，积功为安武军节度使，行深、冀二州元帅府事。发布教令，招集流亡，劝百姓重新耕作，深州、冀州之间生产渐有起色。又在任县固城水寨，镇压赵大王领导的义军。1234年，以病解职。